# Барвінківський район
Барвінкі́вський райо́н — колишній район у південно-східній частині Харківської області. Утворений 1923 року, ліквідований у 2020. Населення району становить 23 936 осіб (на 1 лютого 2012 року). Адміністративний центр — місто Барвінкове.

## Географія
Район межує з Ізюмським, Близнюківським, Лозівським, Балаклійським районами Харківської області та Олександрівським, Слов'янським районами Донецької області.
Загальна площа району становить 1348,5 км² (4,2 % від загальної площі області). Район розташовано у степовій зоні, клімат помірно континентальний.
Корисні копалини представлені кварцовим піском та кам'яним вугіллям. Крім того, важливими природними ресурсами району є чорноземи, пасовища й водосховища, що дає можливість для розвитку рослинництва, тваринництва та рибальства.
Річки та водоймища району займають площу 1 284,24 га, що становить 0,95 % всього розподілу земель району. Територією району протікають 7 річок, найбільша з них — Сухий Торець.

## Історія

### Довоєнні роки
Найзначніші події з історії району:
- заснування м. Барвінкового в 1651—1653 рр.;
- відкрито залізничну станцію Барвінкове, що дало змогу вільно пересуватися залізницею Курсько-Харківсько-Азовського напрямку — 1895 р.;
- будівництво лікарні на 12 ліжок — 1900 р.;
- будівництво заводу сільськогосподарських машин «Луч» — 1910 р.;
- вперше виходить газета «Правда Барвінківщини» — 1913 р.;
- село Барвінкове віднесене до категорії районного підпорядкування — 1938 р.

### Роки Другої світової війни
Німецька окупація Барвінківщини тривала з 23 жовтня 1941 р. майже два роки. Визволення району від німецької окупації було завершено 14 жовтня 1943 року.
За даними Барвінківського райвійськкомату під час війни загинуло 5529 барвінківчан, з них:
- 4500 осіб загинули в боях, зникли безвісти, померли від ран, загинули у концтаборах;
- 442 особи, відправлених на примусові роботи до Німеччини не повернулися на Батьківщину.

Під час війни 3068 барвінківчан було нагороджено високими урядовими нагородами. Шестеро з них стали Героями Радянського Союзу.

## Адміністративний устрій

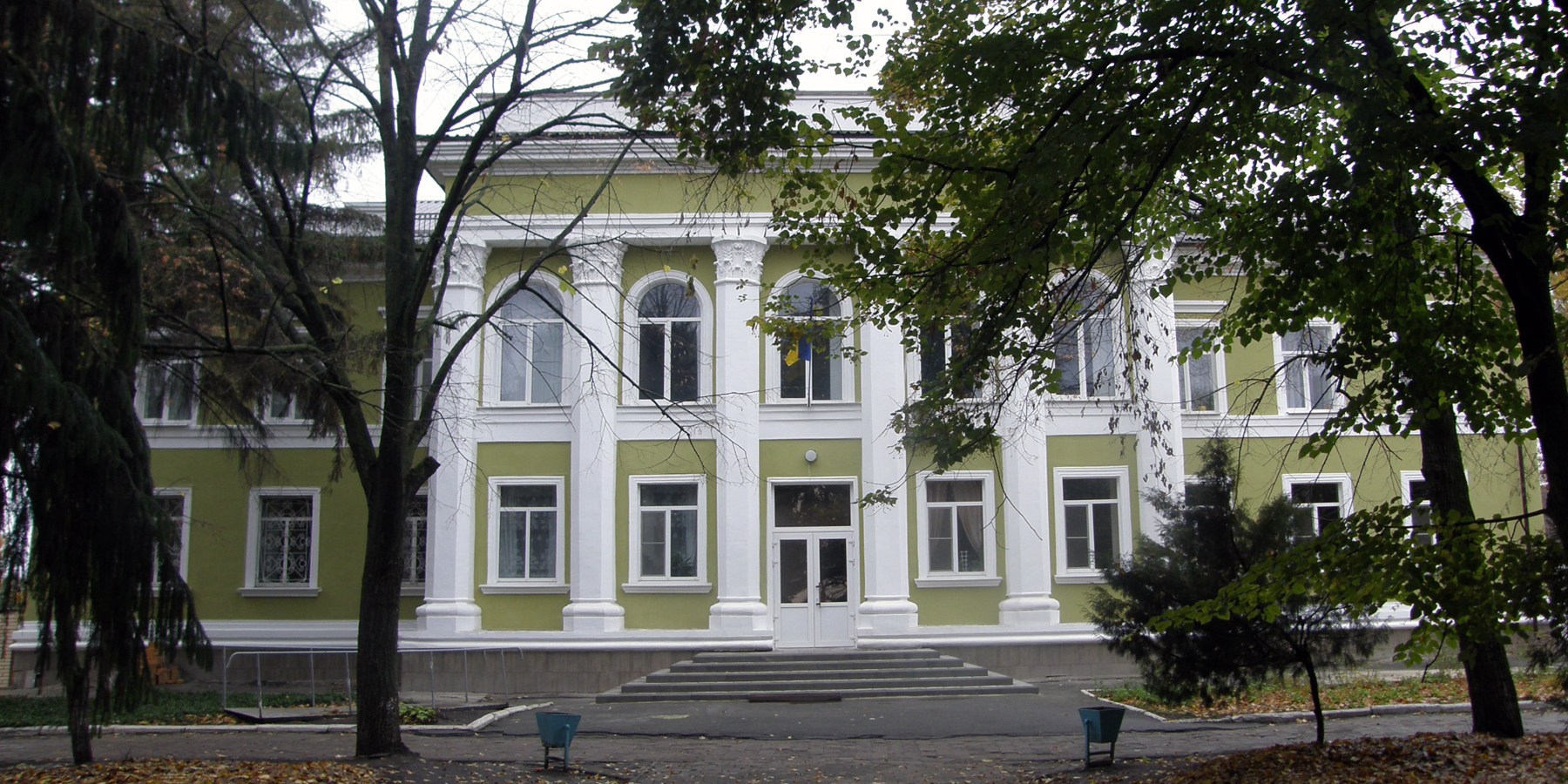
будівля районної адміністрації

Барвінківський район налічує 60 населених пунктів. Із них:
- міського типу — 1;
- сільського типу — 59.

Число міських та сільських рад становить — 13 одиниць. Із них:
- міська — 1
- сільська — 12

Чисельність міського та сільського населення району (станом на 01.07.2011 р.) становить 24,3 тис. чол., що становить 1,07 % від населення Харківської області. У тому числі:
- міського — 10,104 тис. осіб.
- сільського — 14,28 тис. осіб.

Щільність населення в районі становить 17,8 ос. на км².
У 1986 році з обліку було зняте село Павлівка Друга.

## Населення
Розподіл населення за віком та статтю (2001):
| Стать | Всього | До 15 років | 15-24 | 25-44 | 45-64 | 65-85 | Понад 85 |
| --- | ------ | ----------- | ----- | ----- | ----- | ----- | -------- |
| Чоловіки | 14 869 | 2918        | 2235  | 4235  | 3656  | 1766  | 59       |
| Жінки | 17 183 | 2725        | 2119  | 4198  | 4358  | 3384  | 399      |
| \| Статево-вікова піраміда \| Статево-вікова піраміда \| Статево-вікова піраміда \| \| ----------------------- \| ----------------------- \| ----------------------- \| \| Чоловіки \| Вік \| Жінки \| \| 59 \| 85 + \| 399 \| \| 104 \| 80-84 \| 406 \| \| 334 \| 75-79 \| 868 \| \| 684 \| 70-74 \| 1213 \| \| 644 \| 65-69 \| 897 \| \| 1106 \| 60-64 \| 1564 \| \| 486 \| 55-59 \| 680 \| \| 1003 \| 50-54 \| 1025 \| \| 1061 \| 45-49 \| 1089 \| \| 1160 \| 40-44 \| 1184 \| \| 1108 \| 35-39 \| 1039 \| \| 911 \| 30-34 \| 914 \| \| 1056 \| 25-29 \| 1061 \| \| 1014 \| 20-24 \| 1020 \| \| 1221 \| 15-20 \| 1099 \| \| 1245 \| 10-14 \| 1090 \| \| 923 \| 5-9 \| 881 \| \| 750 \| 0-4 \| 754 \| |        |             |       |       |       |       |          |
| Статево-вікова піраміда |        |             |       |       |       |       |          |
| Чоловіки | Вік    | Жінки       |       |       |       |       |          |
| 59 | 85 +   | 399         |       |       |       |       |          |
| 104 | 80-84  | 406         |       |       |       |       |          |
| 334 | 75-79  | 868         |       |       |       |       |          |
| 684 | 70-74  | 1213        |       |       |       |       |          |
| 644 | 65-69  | 897         |       |       |       |       |          |
| 1106 | 60-64  | 1564        |       |       |       |       |          |
| 486 | 55-59  | 680         |       |       |       |       |          |
| 1003 | 50-54  | 1025        |       |       |       |       |          |
| 1061 | 45-49  | 1089        |       |       |       |       |          |
| 1160 | 40-44  | 1184        |       |       |       |       |          |
| 1108 | 35-39  | 1039        |       |       |       |       |          |
| 911 | 30-34  | 914         |       |       |       |       |          |
| 1056 | 25-29  | 1061        |       |       |       |       |          |
| 1014 | 20-24  | 1020        |       |       |       |       |          |
| 1221 | 15-20  | 1099        |       |       |       |       |          |
| 1245 | 10-14  | 1090        |       |       |       |       |          |
| 923 | 5-9    | 881         |       |       |       |       |          |
| 750 | 0-4    | 754         |       |       |       |       |          |

Національний склад населення за даними перепису 2001 року:
| Національність | Кількість осіб | Відсоток |
| -------------- | -------------- | -------- |
| українці       | 29211          | 91,11 %  |
| росіяни        | 2269           | 7,08 %   |
| цигани         | 119            | 0,37 %   |
| білоруси       | 114            | 0,36 %   |
| молдовани      | 66             | 0,21 %   |
| інші           | 281            | 0,88 %   |

Мовний склад населення за даними перепису 2001 року:
| Мова       | Кількість осіб | Відсоток |
| ---------- | -------------- | -------- |
| українська | 29253          | 91,24 %  |
| російська  | 2485           | 7,75 %   |
| циганська  | 92             | 0,29 %   |
| вірменська | 39             | 0,12 %   |
| білоруська | 37             | 0,12 %   |
| інші       | 154            | 0,48 %   |

Загальне число пенсіонерів району становить 6113 осіб — 24 % від наявного населення. У тому числі:
- за віком — 5086 осіб, або 83,2 % від загальної кількості пенсіонерів;
- по інвалідності — 1027 осіб (включно з військовослужбовцями), або 16,8 % від загальної кількості пенсіонерів.

Рівень народжуваності (на 1 тис. чол.) — 7,7 ос. Рівень смертності (на 1 тис. чол.) — 18,1 ос.

## Економіка

### Сільське господарство
Сільське господарство завжди відігравало провідну роль у житті району. Загальна площа сільгоспугідь (включаючи підсобні господарства) становить 65,8 тис. га, або 4,3 % угідь області, із них:
ріллі — 53,3 тис. га;
пасовища — 9,5 тис. га;
сіножаті — 2,3 тис. га;
багаторічні — 0,3 тис. га;
Основна спеціалізація району в сільському господарстві — це рослинництво (зернові культури та цукрові корені) та тваринництво (вирощування крупної рогатої худоби та свинарство).
Показники виробництва у 2004 році:
рослинництво — 61,9 тис. грн. — 76,4 %;
тваринництво — 19,1 тис. грн. — 23,6 %.
У районі є потенціал для розвитку тваринницької галузі й переробки сільськогосподарської продукції, що, в поєднанні з висококваліфікованими трудовими ресурсами, має сприяти залученню інвестицій та розвитку підприємництва.

### Промисловість
Промисловість району презентують підприємства харчової й переробної галузі, машинобудівного та гірничо-збагачувального комплексу («Гусарівський ГЗК» та ЗАТ «Барвінківський машинобудівний завод»).
У 2009 році темпи розвитку промислового виробництва по району склали 110,6 %. Головними цілями в розвитку району на 2010 рік є підвищення життєвого рівня населення за рахунок:
- підвищення середньої заробітної плати;
- надання допомоги малозабезпеченим сім'ям;
- забезпечення стабільної зайнятості населення у всіх сферах економічної діяльності та виконання заходів, передбачених Програмою зайнятості населення;
- недопущення заборгованості з виплати заробітної плати та пенсій;
- забезпечення розвитку торговельної мережі, торговельного та побутового обслуговування населення району.

Економічне зростання в районі планується забезпечити за рахунок:
- зростання обсягів виробництва продукції рослинництва і тваринництва в АПК та виконання заходів, передбачених галузевими програмами;
- розширення кола споживачів продукції Гусарівського ГЗК та машзаводу «Червоний промінь», налагодження зовнішньоекономічних зв'язків;
- нарощування темпів інвестиційної діяльності;
- розширення торговельної мережі;
- подальшої активізації підприємницької діяльності;
- збільшення виробництва продукції в ОСГ.

## Соціальна сфера

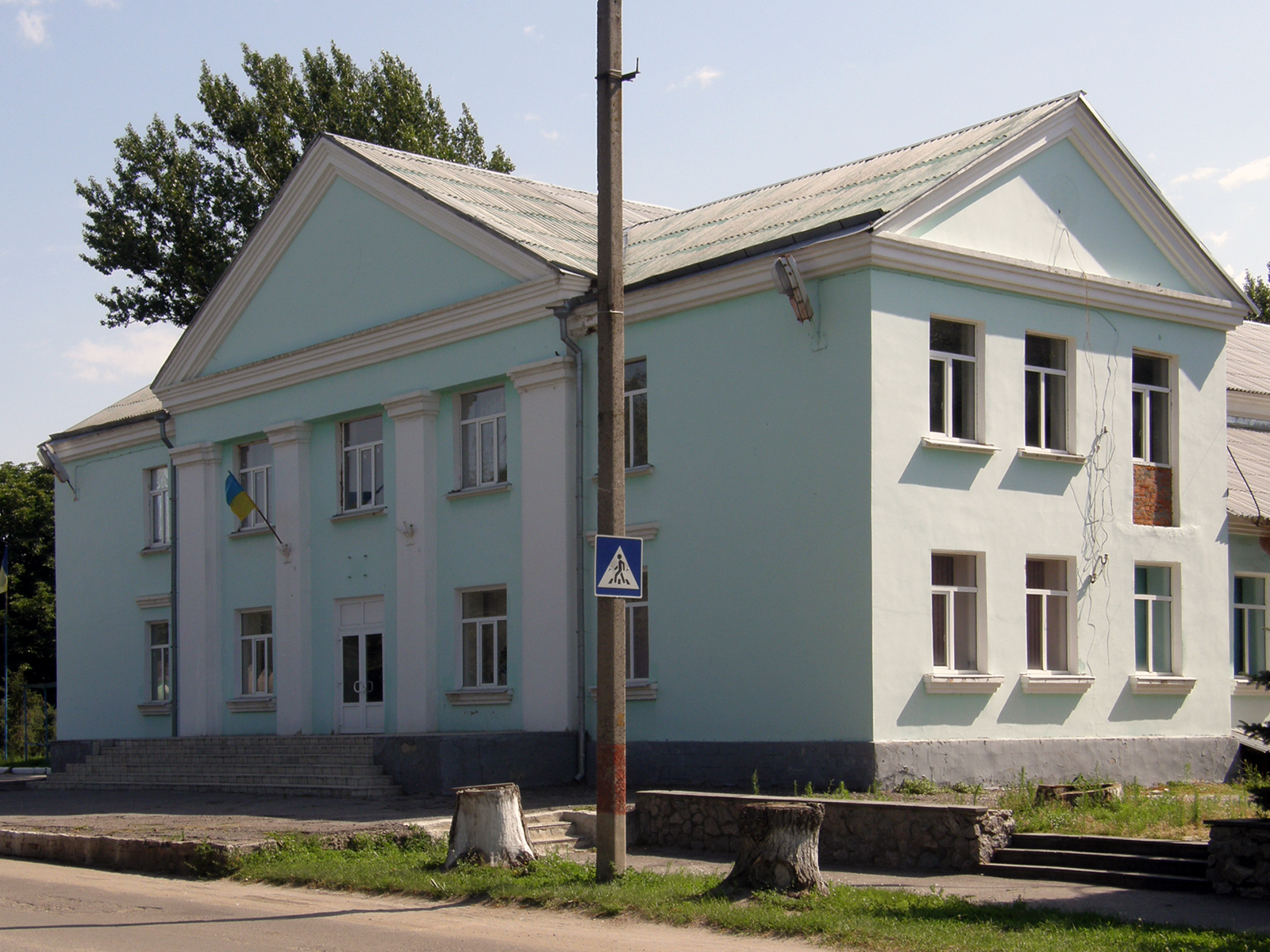
Районний будинок культури

### Освіта
У районі працюють 24 загальноосвітні школи, 18 із яких мають комп'ютерні класи. Станом на 1 січня 2011 кількість учнів в районі становить 2493, кількість викладачів — 381 чоловік.
Школярі Барвінківської гімназії та міських ЗОШ, а також Африканівської, Богодарівської, Велико-Комишуваської, Гаврилівської, Гусарівської, Дмитрівської, Іванівської, Іллічівської, Мечебилівської та Грушуваської середніх шкіл мають можливість регулярно користуватися інтернетом.
У районі функціонує 14 дошкільних навчальних закладів, де виховується 482 дітей і працює 65 вихователів.

### ЗМІ
У районі видається газета «Вісті Барвінківщини» (співзасновники райдержадміністрація та районна рада), наклад якої становить 3873 примірників.
Серед загальнонаціональних телеканалів, передачі яких можна приймати на території району: УТ-1, УТ-2, «1+1», «Інтер», а також регіональне телебачення Харківської та Донецької областей.

### Фізична культура і спорт
У районі функціонує 19 спортивних та 1 тренажерний зал, 28 футбольних полів. Серед найкращих спортивних комплексів району — стадіон «Колос», який розташований у районному центрі м. Барвінкове.

### Релігійні громади
У Барвінківському районі діють 10 релігійних громад:
- м. Барвінкове: Свято-Успенська церква;
- Євангельських християн-баптистів;
- Адвентистів 7-го дня;
- Українська Православна церква Київського патріархату;
- с. Мечебилове: Іосифо-Обрученська громада УПЦ;
- с. Погонівка: Греко-католицька церква;
- с. Іванівка Друга Іоанно-Богославська церква;
- с. Богодарове: Греко-католицька церква;
- с. Малинівка: Преподобного Сергія Радонезького;
- с. Гаврилівка: Арханегла Гавриїла.

## Об'єкти туризму

### Археологічні
У Барвінківському районі Харківської області на обліку перебуває 40 пам'яток археології.
З давніх часів територія нинішнього Барвінківського району була заселена. В околицях села Великої Комишувахи виявлено рештки неолітичного поселення (V тисячоліття до н. е.), група курганів періоду бронзи (III—II тисячоліття до н. е.); тут розкопано 35 поховань та кілька курганів кочівників (X—XI століття н. е.), на двох з них стояли кам'яні баби.
Біля села Мечебилове розкопано 4 кургани і виявлено понад 20 поховань, з них 19 належать до епохи бронзи (III—II тисячоліття до н. е.) і одне досарматських часів (II століття н. е.).

### Архітектурні
У Барвінковому є цікава архітектурна пам'ятка 19 століття — Успенська церква.

### Природні
- Ландшафтний заказник місцевого значення «Новодмитрівський». Площа 209,2 га. Розташований біля с. Нова Дмитрівка.
- Ботанічний заказник місцевого значення «Данилівський». Площа 20,5 га. Розташований в околицях с. Данилівка.
- Ентомологічний заказник місцевого значення «Красногірський». Площа 2,5 га. Розташований біля с. Іванівка. Це ділянка на степових схилах балки південної експозиції, де живуть близько 10 видів диких бджіл.
- Ентомологічний заказник місцевого значення «Чабанне». Площа 5,0 га. Знаходиться в селі Нова Дмитрівка. Це ділянка на степових схилах балки, де живе більше ЗО видів груп корисних комах, серед яких основні види запилювачів люцерни.
- Орнітологічний заказник місцевого значення «Бритай». Площа 158 га. Розташований в с. Нова Дмитрівка. Це унікальний орнітологічний комплекс — місто поселення нових видів птахів: лебедя шипуна, чаплі великої білої, чаплі рудої. Серед занесених до Червоної книги України — ходуличник.
- Орнітологічний заказник місцевого значення «Куплеватське». Площа 40,0 га. Біля с. Мечебилове. Це різноманітний орнітологічний комплекс з різним тваринним світом.
- Недалеко від Барвінкового є цікава геологічна пам'ятка: розріз палеогенових відкладів на правому березі річки Сухий Торець.
- Гідрологічні заказники: Дмитрівський, Семенівський (частина).

## Особистості
Найзнаменитіші уродженці Барвінківщини:
- Данилевський Григорій Петрович (26(14).04.1829—18(06). 12.1890) — письменник, чиновник, мандрівник, етнограф, історик. Народився в с. Данилівка.
- Микола Скрипник (1872—1933 рр.) — видатний політичний діяч;
- Марія Раєвська—Іванова (1840—1912 рр.) — перша в Росії жінка, яку Рада імператорської Академії мистецтв удостоїла звання художника «Живописець і педагог»;
- І. В. Макогон — український радянський скульптор, заслужений діяч мистецтв;
- Т. К. Мірошніченко — народна артистка УРСР, актриса Запорізького українського музично-драматичного театру.

## Політика
25 травня 2014 року відбулися Президентські вибори України. У межах Барвінківського району були створені 33 виборчі дільниці. Явка на виборах складала — 53,70 % (проголосували 11 150 із 20 762 виборців). Найбільшу кількість голосів отримав Петро Порошенко — 33,22 % (3 704 виборців); Михайло Добкін — 21,35 % (2 380 виборців), Сергій Тігіпко — 8,86 % (988 виборців), Вадим Рабінович — 7,18 % (801 виборців), Олег Ляшко — 6,17 % (688 виборців), Юлія Тимошенко — 5,17 % (576 виборців). Решта кандидатів набрали меншу кількість голосів. Кількість недійсних або зіпсованих бюлетенів — 2,66 %.